# Ilir Meta
Ilir Meta (født 24. marts 1969) er en albansk økonom og politiker, der var Albaniens præsident fra 2017 til 2022.
Meta var Albaniens premierminister fra 1999 til 2002. I april 2017 blev han valgt til Albaniens præsident og tiltrådte embedet den 24. juli 2017. Den 24. juli 2022 blev han afløst som præsident af Bajram Begaj.
Indtil han blev præsident var han leder af partiet LSI (Forbundet af Socialister for Integration, albansk: Lëvizja Socialiste për Integrim) og var tidligere et fremtrædende medlem af Socialistpartiet (Partia Socialiste e Shqipërisë).

## Biografi
Ilir Meta er uddannet som økonom fra Tiranas Universitet. I sin fritid dyrker han vægtløftning.
Ilir Meta blev engageret i politisk arbejde i studenterbevægelsen omkring 1990-1991, da Hoxha-styret brød sammen. Han blev formand for den euro-socialistiske ungdomsbevægelse, FRESSH, efter Pandeli Majko. Fra 1992 har han været parlamentsmedlem.
I 1998 blev han vicepremierminister i Pandeli Majkos regering. Efter krigen i Kosovo i 1999 skubbede han denne til side og blev selv premierminister. En uenighed med partiformanden, Fatos Nano, førte i 2002 til at han trådte tilbage. I en kort periode blev han erstattet med Pandeli Majko.
Da Fatos Nano på ny blev premierminister i 2002, blev Ilir Meta vicepremierminister og udenrigsminister, men uenigheden med Nano blussede op igen i 2003 – og førte til at Meta i vrede udtrådte af regeringen.
I 2004 forlod Meta, sammen med enkelte andre parlamentsmedlemmer – hvoriblandt hans kone, Monika Kryedmadhi – Socialistpartiet og dannede i stedet LSI (Forbundet af Integrationssocialister). LSI blev en anelse reduceret ved valget i 2005, således tabte Monika Kryedmadhi sit mandat. Ilir Meta vandt et af de få kredsmandater, der ikke gik til de to store partier.
Ilir Meta blev i 2005 formand for parlamentets Europa-komité.
Den 28. april 2017 blev han valgt til Albaniens præsident. Han tiltrådte embedet den 24. juli 2017. Den 24. juli 2022 blev han afløst som præsident af Bajram Begaj.

## Eksterne links
- Albaniens præsidents officielle hjemmeside (engelsk og albansk) Arkiveret 16. juli 2012 hos  Wayback Machine
- Kilde: Bjørn Andersen: Albansk navnebog 2000